# HD118623
HD118623 — подвійна зоря. 
Ця подвійна система має видиму зоряну величину в смузі V приблизно 5,0.
Вона розташована на відстані близько 191,7 світлових років від Сонця.

## Подвійна зоря
Головна зоря цієї системи належить до хімічно пекулярних зір й має спектральний клас A8.
В той же час спектральний клас іншої компоненти залишається  ще не визначеним.

## Фізичні характеристики
Зоря HD118623 обертається 
дуже швидко 
навколо своєї осі. Проєкція її екваторіальної швидкості на промінь зору становить  Vsin(i)=207км/сек.